# アンの幸福
『アンの幸福（別題：アンの愛の手紙、風柳荘のアン）』（アンのこうふく、原題：Anne of Windy Willows、 Anne of Windy Poplars（米国）、柳風荘 / 風柳荘のアン）は、カナダの作家L・M・モンゴメリが1936年に発表した長編小説。

## 概要
時系列的には同シリーズの第4作目にあたるが、第5作目以降が先に発行されており、後から挿入された形になっている。したがって、今作品の登場人物が登場するのは、時系列的には第6作にあたる『炉辺荘のアン』にのみである。モンゴメリは当初、婚約時代を書くことは考えていなかったが、1921年刊行の第8作『アンの娘リラ』の出版以来、読者から長年大きな反響があったため、急遽本作を書くこととなった。大学を卒業し、サマーサイド高校校長となったアンと、医者を目指してレドモンドの医科で勉強中のギルバートの婚約時代を描く。
ウェブスターの名作『あしながおじさん』のような手紙文学の形をかなりの部分で使用しており、興味深い。ただし、長期シリーズにおける弊害の一つである、主人公が育ちきってしまっている点は顕在化されており、読者の興味は第1作のようにアン自身に対する個性へは注げなくなっている。前半はアンの奮闘を描いているが、中盤以降はアンがサマーサイドにおけるさまざまな家庭をある時は頼られ、ある時は用事で訪れ、そこで起こる様々な出来事を一章完結方式で描いており、アンの視点から様々なエピソードをユーモアを交えながら書いている。
ちなみに、原題にある「Willow」は柳という以外にも未亡人という意味があり（恋人を弔うの意味であるwear the willowという成句がある）、作中には多くの未亡人が登場する。

## あらすじ
前作にあたる『アンの愛情』の最後に、アンとギルバートは親友から恋人へと変わり、婚約するが、ギルバートは医者を目指すために、あと3年は大学にいなければならない。そのため、アンはサマーサイド高校の校長になり、ギルバートの卒業を待つことになった。アンは形としてはサマーサイドを支配するプリングル一族から校長の職を奪ったことになっており、一族の反感を買っていた。そのために下宿がなかなか決まらなかったが、同行していたリンドのおばさんの友人から柳風荘を紹介される。家主の老未亡人姉妹よりも、その面倒を見ているレベッカ・デューが家を支配していると忠告されるが、未亡人姉妹は実はレベッカの操縦法を心得ており、無事に下宿をすることができた。柳風荘はアンにとっては非常にお気に入りとなる場所であった。しかし一方で、学校では生徒のジェン・プリングルをはじめ、陰に日向にアンに嫌がらせが続くが、徐々にプリングル一族以外のサマーサイドの人々はアンを好きになっていくのであった。そんなある日、アンは訪れたある生徒の家で古い日記を貰い受ける。それは、プリングル一族を支配するミス・セイラの自慢の父であるエイブラハム船長と一緒に航海に出た船乗りの手記であった。その船乗りはエイブラハム船長を尊敬しており、そのためにアンは躊躇の後に結局はミス・セイラにその日記を送った。しかしそこには一族の鼻つまみ者である、同じく船乗りであったエイブラハム船長の弟が、ある時漂流して死んだ仲間を食べたという話をしていた、という内容があった。ミス・セイラはその話が外に漏れるのを恐れ、アンの意図せぬ脅迫に屈し、アンに和解を申し込む。その後は、かつてアンとは相性が悪かったアヴォンリーのパイ一族と名前を並べたのが嘘のように両者の関係は好転した。一方で、同じ教員で部下にあたるキャサリンは、アンが年下なのに上司になって気に食わない。しかし、アンは思い切ってアヴォンリーの休暇へキャサリンを連れて行き、そこでの暖かい生活に心を開き、いつしか良い関係となっていく。やがて彼女は教員を辞め、大学へ行って勉強し直す事になった。アンはそれに前後して、様々なサマーサイドの人たちから時には頼られ、時には偶然にも手助けすることになり、人々の縁を繋いでいく。やがて3年が過ぎ、柳風荘の人々や高校、サマーサイドの人々に惜しまれながら、アンはギルバートと結婚するために去っていく。

## 登場人物

### 柳風荘
アン・シャーリー
本編の主人公。文学士。レドモンド大学を卒業後、サマーサイド高校校長に就任した。人に頼られる性格をしており、また多くの人に好かれている。雑誌に短編をたまに送っており、それはサマーサイド中に知られている。ギルバート・ブライスと婚約している。
レベッカ・デュー
本作品のキーパーソンの一人。小柄な中年女性。アンの下宿する柳風荘「Windy Willow」において、家主の老未亡人姉妹の世話をしている。給金をもらってはいるが、基本的には召使ではなく、客がいない限りは食事も共にする。気が強いが、よく気のつく優しい性格。アンを気に入り、仲良くなる。ケイトおばさんの亡き夫であるマコンバー船長の親戚にあたる。赤い顔をしているため、アンにトマトに例えられたことがある。
ケイトおばさん（マコンバー夫人）
柳風荘の家主の一人。未亡人。もともとは夫の家であった。アンに部屋を貸す。
チャティおばさん
柳風荘の家主の一人。未亡人。涙もろい。
ダスティ・ミラー
老未亡人たちの飼い猫だが、レベッカは猛烈に嫌っている。

### プリングル一族
サマーサイドを実質的に支配している名家。
ミス・セイラ
楓屋敷に住む、プリングル一族を束ねている老婦人。父のエイブラハム船長を誇りにしている。パウンドケーキのレシピを持っており、柳風荘の未亡人はそれを手に入れたがっているが、果たせていない。
ミス・エレン
セイラの妹。楓屋敷で暮らしている。
トム・プリングル、トム・プリングル夫人
代々の高校校長を下宿させてきたが、プリングル一族の者が高校校長になりたかったのをアンが就任してきたために、理由をつけて断った。
ジェーン・プリングル
アンの生徒。容姿も良く、頭も良いが、当初アンに敵対する。
マイラ・プリングル
アンの生徒。容姿は素晴らしいのだが、よく奇妙な間違いをしては、アンの手紙のネタにされている。

### 常盤木荘（Ever Greens）
エリザベス
金髪の美しい少女。母を亡くし、父は多忙でパリにいるために、曾祖母に育てられている。医者から牛乳を飲むように指示されているために、柳風荘で飼っている牝牛から乳をもらっている。アンと親しくなる。今の境遇を嫌っており、かつてのアンのように様々な仮想人格を作って慰めている。
キャンベル夫人
プリングル一族の出身。小さなエリザベスを厳格に育てている。
侍女
キャンベル夫人の老侍女。夫人同様に小さなエリザベスには厳しくあたるため、小さなエリザベスには嫌われている。

### サマーサイド高校
キャサリン・ブルック
サマーサイド高校の教員で、当初アンが年下なのに上司となったのが気に食わなかったが、アンの誘いでクリスマスの時期にグリーン・ゲイブルズに訪れたのを機に和解する。アンが就任してから2年目の終わりごろに職を退き、アンの勧めで彼女の母校であるレドモンド大学の秘書科に就く。さらに、アンがサマーサイド高校の職を退く頃に、世界一周の旅に出る議員の秘書に就くことをアンに手紙で報告する。20代後半だが、もっと年上に見える。
ジョージ・マッケイ
もう一人の教員で、20歳の若者。能力や性格などに過不足はなく、そのせいもあって、ほとんど登場しない。
ソフィ・シンクレア
劇が好きなアンの生徒。父親に許されなかったため、演劇クラブに入会できなかったが、アンはそのやる気と才能を見抜き、こっそり稽古してあげていた。
ルイス・アレン
演劇クラブの一員。クイーン学院へ行きたいのだが、学費の工面に苦慮している。アンと未亡人姉妹たちの策略で、レベッカ・デューは日曜日ごとに夕食にルイスを招く事を自ら提案するようになる。
ウォルフレッド・ブライス
伯父夫婦の家に引き取られており、翌年も学校に来られる用にアンに頼んでもらうように家に来てもらった。伯父夫婦のアンディー伯父さんがミス・セイラの父親のエイブラハム船長と共に船に乗っており、その手記を残していた。

### サマーサイドの住人
ブラドック夫人
リンド夫人の親友で、訪問はリンドの小母さんがサマーサイドでのアンの下宿選びについてくる口実でもあった。柳風荘を紹介する。
ミス・バレンタイン・コータロー
かつては多くの人々が住んでいたコータロー家だが、多くが死んでしまった。話し好き。
スタントン夫人
郷土史を書いており、アンに様々な家を訪問した際に、何か資料があれば借りて欲しいと依頼する。
ミネルバ・トムギャロン
トムギャロン家の最後の一人。嘗て、トムギャロン家は、サマーサイドにおいて、プリングル家以上の名門であった。

### 1年目
トリックス・テイラー
アンを慕うサマーサイドの娘の一人。姉のエズメの婚約者の件で、アンに相談を持ちかけた。また、自分の恋人の件でも父親の性格を苦々しく思っている。
エズメ・テイラー
内気で父親思いの、優しい性格。カーター博士と恋仲。後に博士と結婚する。
サイラス・テイラー
普段は気のいい人物だが、機嫌が悪いとむっつりと押し黙ってしまう悪い癖がある。後にアンとは仲良しになる。
テイラー夫人
気が弱く、サイラス・テイラーの機嫌が悪い時を恐れている。
レノックス・カーター
レドモンド大学の近代語学部長。エズメたちの従兄弟にあたる。エズメとは恋仲。後にエズメと結婚する。
ギブソン夫人
アンを引き取って育ててくれたマリラの知り合い。かつてアヴォンリーの隣村のホワイト・サンドに住んでいた。マリラに頼まれ、週に1回は訪問している。典型的な老人で、娘のポーリーンを支配している。
ポーリーン・ギブソン
母思いの優しい中年女性。友人のルイーザの銀婚式に行くために、アンが協力する。
サリー・ネルソン
アンの友人の一人で、結婚式にアンを呼ぶ。
ノーラ・エディス・ネルソン
サリーの姉。あまり美人ではないが、ジムという恋人がいた。ただし、以前に喧嘩をしてしまって音沙汰がない。
ジム・ウィルコックス
ノーラの恋人だが、ノーラは喧嘩してしまったため、もう振られたのではないかと考えていた。
猫の伯母さん（グレース・ジェネディー）
サリーたち姉妹の伯母で、毒舌家。

### 2年目
テディ・アームストロング
アンが演劇クラブの寄付を募るためにアレンと回っていた時に出会った少年。そのとき偶然アレンが撮った写真が、アレンとジェームズの運命を大きく変えることになる。
ジェームズ・アームストロング
テディの父親。妻に先立たれている。
アーネスティン
柳風荘の老未亡人姉妹の従姉妹。柳風荘に滞在する。
ヘイゼル・マー
シャーロット・タウンから越してきた金髪の美しい娘。アンを敬慕している。恋人のテリーに対する悩みをアンに打ち明ける。
テリー・ガーランド
ヘイゼルに求婚しながら、アンを口説こうとする。

### 3年目
レイモンド夫人
たいそう美しい女性で、8歳の双子の母。アンに1日子守を頼む。
ジェラルド、ジェラルディン
美しい双子の兄妹。手の付けられない、『アンの青春』（Anne of Avonlea）におけるデイビー以上のやんちゃないたずら好き。
パメラ・ドレイク
常に訪問販売をしている。子守をしているアンに百科事典を売りつけようと躍起になった。
アイヴィー・トレント
7歳の少女で、母親が常にいい服を仕立てるので、よく見せびらかしに歩く。ジェラルドを崇拝者にしようとして双子の逆襲に遭う。
トレント夫人
双子によって娘が酷い目に遭ったと苦情を持ち込み、レイモンド夫人はそれをアンのせいにしてしまった。
ジャーヴィス・モロー
ドヴィーの婚約者。ドヴィーに駆け落ちをして欲しいと懇願するが、父思いのドヴィーになかなか首を縦に振らせることができなかった。
ドヴィー・ウェスコット（シビル・ウェスコット）
ジャービスの婚約者。1年以上前から婚約しているが、父親の反対に反抗できず、一向に進展していない。
フランクリン・ウェスコット
ドヴィーの父親で、娘がジャーヴィスと結婚するのを決して許そうとしない。

### アヴォンリー
ギルバート・ブライス
アンの婚約者。当作中ではアヴォンリーではなく、レドモンド大学の医科に在学中で、アンの手紙の宛先として登場する。
レイチェル・リンド
アヴォンリーに住む未亡人。嘗てのマリラの隣人で、現在の同居人でもある。アンのためにサマーサイドの下宿選びに付き合う。
マリラ・カスバート
アンを孤児院から引き取ったオールドミス。デイビー、ドーラ、及びレイチェル・リンドと共にグリーン・ゲイブルズで暮らしている。
デイビー・キース、ドーラ・キース
第2作目の『アンの青春』でマリラが引き取った遠縁の双子。すっかり成長したが、相変わらずアンを姉として慕っている。
ダイアナ・ライト
アンの最初にして、最高の親友。旧姓バーリー。フレッド・ライトと結婚して子供が生まれた。

## 柳とポプラの違い
『アンの幸福』は Anne of Windy Willows を訳した物である。一方、Anne of Windy Poplars は、モンゴメリの原稿に対し米国の出版社が
- 児童文学作品『The Wind in the Willows』(邦訳は、たのしい川べ)とタイトルがかぶる
- 身の毛もよだつ内容がある

として、米国において出版に際し表題の変更および内容の一部削除を求め、モンゴメリが応じたものである。一方、英国、カナダ、オーストラリアでは削除されていない Anne of Windy Willows の方が出版された。
和訳においては、村岡花子訳では「柳風荘」となっている通り、エピソードの削除がなされていない Anne of Windy Willows の方を元にしている。

### 背景
出版社は読者に夢や希望を与えてたくさん売れるアンの続編を求める。しかし、実際のモンゴメリは夢や希望とは程遠い人生を送っていた。Anne of Windy Willows を執筆する前年の1934年5月からは1年間で葬儀が11件も相次ぎ、葬式を執り行わねばならなかった夫ユーアンは死の恐怖に怯え、うつ病がさらに悪化し休みがちになり牧師としての勤めが果たせず教区民からの信頼を失った。義理の娘も教区民のためには辞任した方が良いとの立場を取り悲しみは増し加わった。息子のチェスターは欠勤が多いとの理由で法律事務所を解雇された。ユーアンは「健康上の理由」として辞任に追い込まれ、牧師館は退去する事になり、慣れ親しんだ丘や木々や庭や愛らしい小道、愛して尽くしてきた美しい教会を後にして住む家を探さなければならなかった。